# Fire Blade
Fire Blade est un jeu vidéo de simulation de vol de combat développé par Kuju Entertainment et édité par Midway Games, sorti en 2002 sur GameCube, PlayStation 2 et Xbox.

## Accueil
- GameSpot : 7,6/10 (PS2)[1]
- Jeux vidéo Magazine : 4/20 (PS2)[2]